# Gea de Albarracín
Gea de Albarracín es una localidad y municipio de España, en la provincia de Teruel, comunidad autónoma de Aragón, de la comarca Sierra de Albarracín. Tiene un área de 57,45 km² con una población de 452 habitantes (INE 2023) y una densidad poblacional de 7,87 hab/km².

## Geografía
Gea de Albarracín se asienta junto al cauce del río Guadalaviar (wadi al-abyad en árabe, o «río blanco»), conocido en la Comunidad Valenciana como río Turia. El término tiene una extensión de 57,45 km², sobre una altitud de 1031 m.
Parte de su término municipal está ocupado por el Paisaje protegido de los Pinares de Rodeno; se extiende a lo largo de 623 ha.

## Historia

### Expulsión de los moriscos
Hasta el 20 de agosto de 1610 fue un pueblo árabe muy importante en la comarca, pues tenía unos 2340 habitantes (452 casas según datos del marqués de Aytona, virrey de Aragón). Ese día fueron expulsados 2260 moriscos, los cuales, junto con los 750 de Teruel y Bezas, partieron hacia el puerto de Los Alfaques, en San Carlos de la Rápita (Tarragona). A continuación sería repoblado por cristianos navarros, castellanos, valencianos, catalanes y andaluces. Desde 2010 la Asociación Cultural El Solanar de Gea recrea, el último fin de semana del mes de julio, este suceso.

### Período de entreguerras
Uno de los hechos más importantes en Gea fue la llegada del teléfono "interurbano", el 6 de diciembre de 1926. Todo el pueblo salió a la calle a celebrar una decisión tomada por la red de municipios de Teruel y alrededores, que conseguía poner en contacto a Gea con el resto de España. El entonces alcalde de Gea, Lucas Domingo, envió telefonemas tanto al rey Alfonso XIII como al presidente del Consejo de Ministros y el ministro de Gobernación.

### Segunda República
Las primeras elecciones con sufragio universal en el municipio de Gea acontecen con la llegada de la Segunda República, cuando el 28 de junio de 1931 el geano Manuel Lorente (del Partido Radical) formando la llamada "Conjunción Republicana" es elegido alcalde por 267 votos a favor de 279 electores.
En las elecciones del 19 de noviembre de 1933, con 627 electores y un total de 449 votantes, se ofrece la alcaldía al partido de la Unión de Derechas y Agrarios, con unos resultados similares en otros municipios de la región.
Sin embargo en las últimas elecciones del 16 de febrero de 1936 se otorgó el poder ejecutivo al Frente Popular, en un ambiente de participación similar a la anterior convocatoria, con 621 electores y 474 votantes.

### Guerra Civil
El advenimiento de la Guerra Civil supuso la pronta conquista de la población por parte de las tropas sublevadas, quedando bajo su gobierno prácticamente toda la contienda a excepción de un breve período en diciembre de 1936.
La pérdida de vidas entre los vecinos se cifra en: 14 civiles asesinados (9 de ellas en la matanza ocurrida el 11 de octubre de 1936) y 13 muertos en combate por parte del bando rebelde, y 6 víctimas represaliadas por el bando republicano. A las afueras de la localidad también se produciría el fusilamiento de 12 vecinos de la cercana Cella, ejecutado por las tropas sublevadas en la noche del 16 de septiembre de 1936.

## Patrimonio Arquitectónico y Natural
EL ACUEDUCTO ROMANO

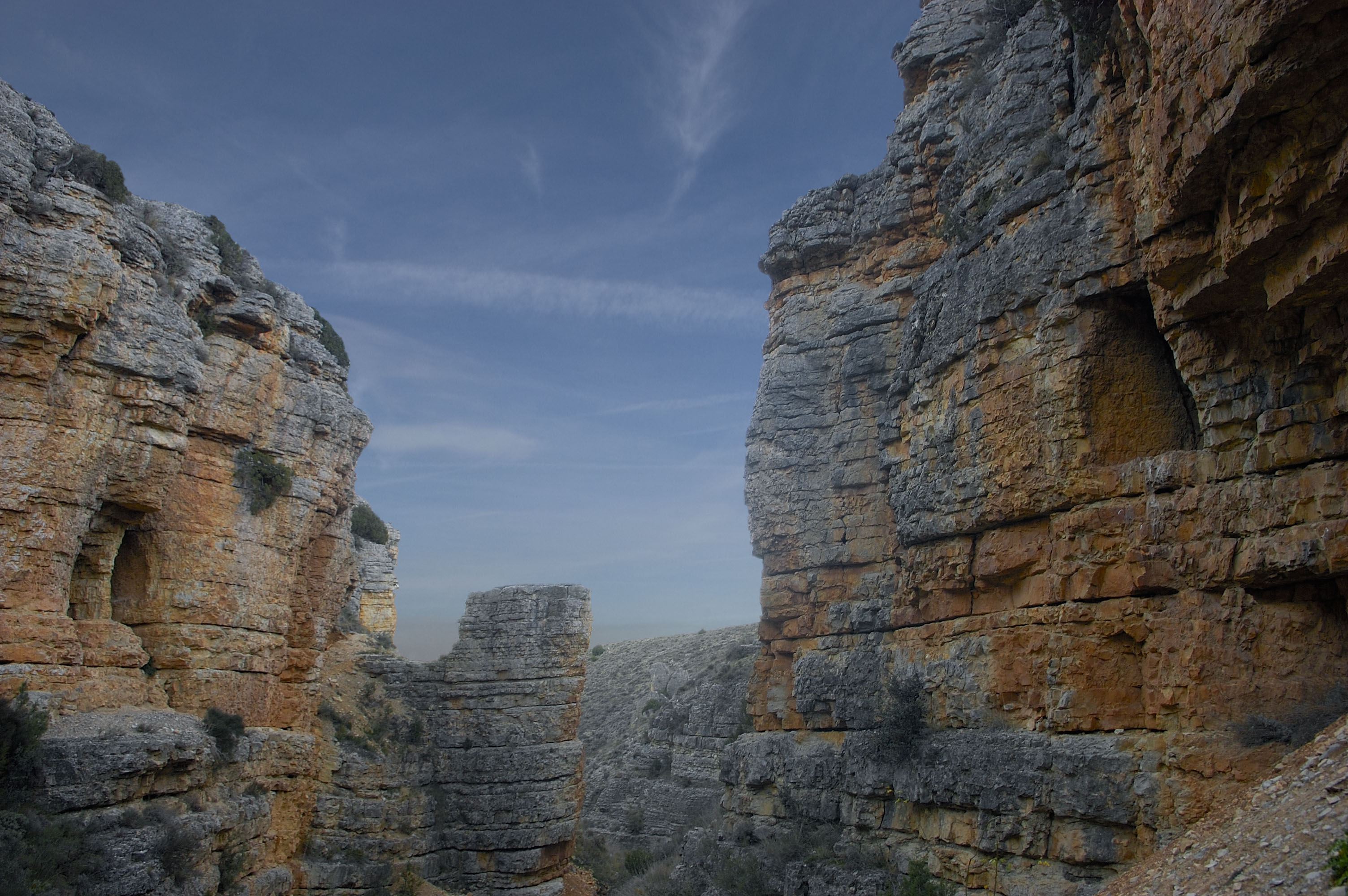
Acueducto Romano {Siglo

Una de las obras públicas más importantes de la península ibérica.
La construcción de una gran obra pública como los acueductos requería de una gran organización logística. Roma creó con este fin un cuerpo específico de funcionarios que recibía el nombre de familia pública aquarum. Este cuerpo estaba formado por ingenieros (mensores aedificiorum), tópógrafos (mensores), administrativos y tesoreros (scribas), pregoneros (praecones), capataces de obra (libratores), fontaneros (plumbarii) y esclavos públicos (servos públicos).
En primer lugar, el topógrafo y sus ayudantes calculaban el recorrido más adecuado y el desnivel general entre la zona de captación y el de almacenamiento o suministro.
En este acueducto, la gran distancia existente entre los dos extremos y la complejidad orográfica del terreno debió complicar de manera notable estos trabajos, diseñando un recorrido que aprovecha en la medida de lo posible las curvas de nivel.
Tras diseñar y marcar sobre el terreno el recorrido del acueducto, la obra tuvo que comenzar simultáneamente en varios puntos del trazado, con varios equipos asentados en campamentos de trabajo a lo largo del recorrido. Los capataces o libratores se encargaban de los obreros, artesanos libres y esclavos especializados, además de los materiales, animales de carga, víveres, herramientas y del pago de salarios.
La precisión de las distintas conexiones es un claro ejemplo del nivel alcanzado por los ingenieros romanos.
Visita al acueducto
A lo largo de todo el recorrido del acueducto existen 7 tramos adaptados para la visita (véase mapa), donde se han dispuesto mesas de interpretación que informan sobre las características y técnicas de construcción del acueducto.
Estos tramos son:
Tramo I: Azud del albergue de Albarracín: En este tramo se puede ver la zona desde la que el acueducto tomaba el agua del río Guadalaviar, aunque el azud actual no es romano.
Tramo II: Galería de los espejos y túnel, próximo al Castillo de Santa Croche. En esta zona se puede recorrer parte del acueducto excavado en la roca.
Tramo III: Azud de Gea de Albarracín. El acueducto discurre excavado en la roca, en paralelo al gran cortado de roca existente. Se pueden reconocer numerosas ventanas o lumina de ventilación a tramos regulares.
Tramo IV: Barranco de los Burros. En este punto, de gran belleza paisajística, el acueducto discurre excavado en la roca, dando un dramático giro para salvar el barranco, siguiendo la curva de nivel.
Tramo V: Cañada de Monterde y Las Hoyas. El acueducto sigue siendo subterráneo. En este tramo destacan los enormes pozos de ventilación, de gran profundidad.
Tramo VI: La Tejería. Tras los dos últimos pozos o putei, el acueducto sale a cielo abierto.
Tramo VII y VIII: Las Eras de Cella. El acueducto sigue discurriendo a cielo abierto, aproximándose a Cella.
Sendero Acueducto Romano “Gea – Cella”
Distancia:            9,5 km
Tiempo aprox.:        2 h 30 min
Dificultad:           media
Actividades:          Senderismo, BTT y turismo ecuestre.
Recomendaciones: Importante llevar buen calzado y agua.
En este sendero, que sigue el recorrido trazado por el acueducto desde Gea hasta Cella, nos muestra algunos tramos muy interesantes de los descubiertos hasta ahora.
Parte desde Gea por la pista que sale enfrente del Centro de Visitantes del Acueducto y nos lleva al paraje conocido como la Cañada de Monterde, donde el acueducto empieza su recorrido a una considerable profundidad. Aquí encontramos unas galerías muy bien conservadas, acondicionadas para su visita. Desde este punto el sendero asciende entre la hoyas o agujeros verticales que daban aire a las profundas galerías hasta llegar a la última de éstas. Aquí empieza a descender, pasando por campos de cultivo, hasta llegar a una pista secundaria y poco después a una principal que tomamos a la derecha. Tras caminar 50 m se gira a la izquierda, en una zona cerealista.
Seguimos el camino, guiándonos por la señalización instalada, y pasamos por delante de la paridera del Espliegar hasta alcanzar poco después los restos de dos hoyas del acueducto romano, en donde un pequeño panel nos explica su funcionamiento. En pocos minutos, siguiendo la pista, llegamos a la fuente de la Tejería que nos brinda un agua bien fresca en una zona para descansar o comer.
A partir de aquí, dejamos la pista y seguimos por la rambla de la Muñeca que en menos de 2 km nos acerca a varios tramos de acueducto a cielo abierto. Finalmente, llegamos a un área de descanso con un pequeño cubierto. Desde aquí, nos restan pocos metros para llegar a Cella, entrando por el mismo lugar que lo hacía el acueducto, es decir, por las eras y sus pajares. Es éste un espacio muy interesante como ejemplo de diversos tipos de construcción con tapial.
VILLA MORISCA

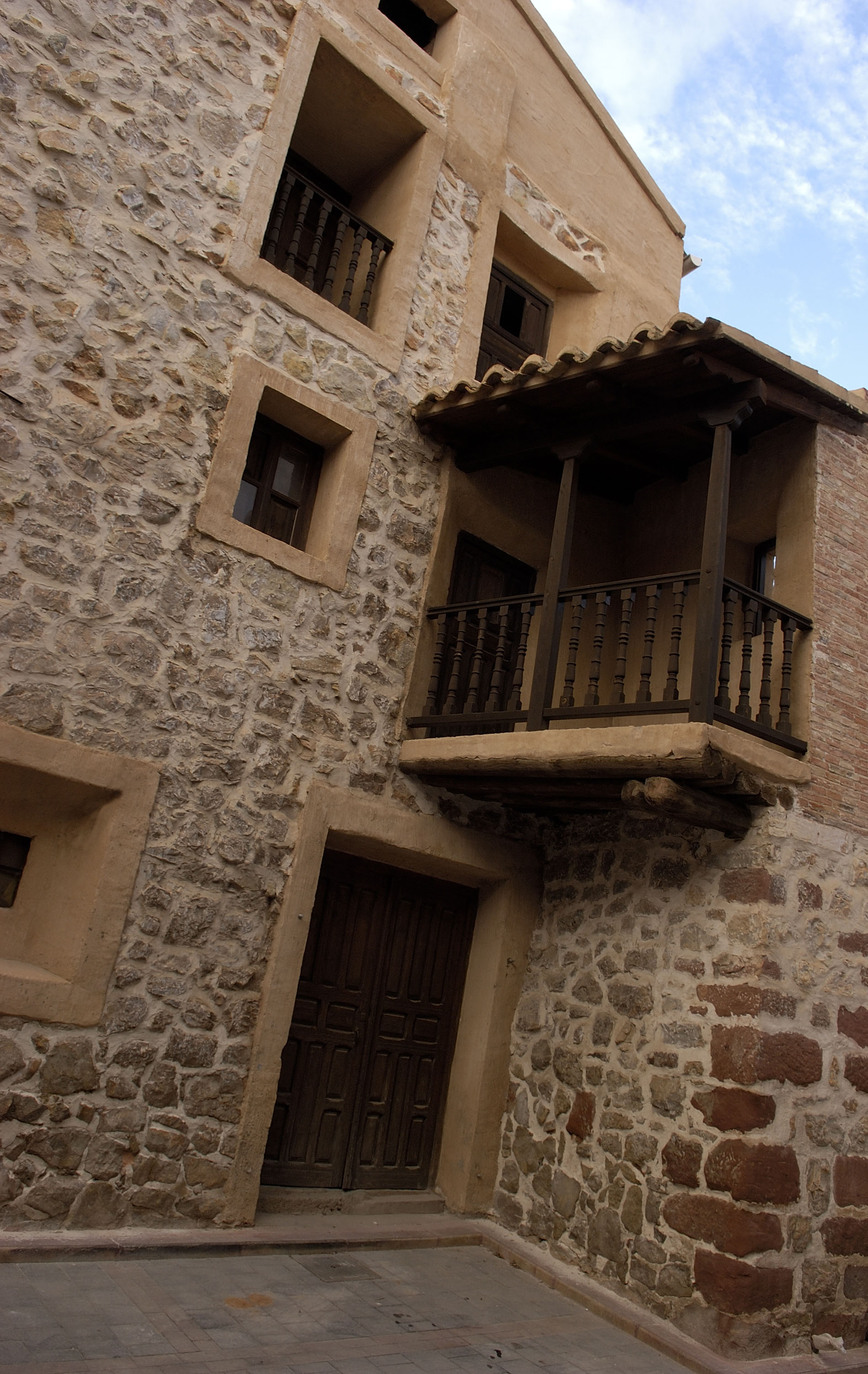
Casa morisca situada en el centro histórico de Gea

La arquitectura tradicional se remonta a la Edad Media, anterior a 1610, momento en el que son expulsados de Gea 2160 moriscos quedando tan solo 80 cristianos viejos, considerándose la población aragonesa donde mayor fue el número de desterrados. 
El trabajo de esta población se dedicó a la agricultura, ganadería, así como a la artesanía del barro y de los telares, actividades que se siguieron desarrollando en épocas posteriores.
Las construcciones de esta época se caracterizan por ocupar muy poco espacio de suelo (30-50 metros) con un zaguán y las cuadras en planta baja, la cocina y alcobas en 1.ª planta y graneros y solanares en 2.ª e incluso 3.ª planta. Se trata de construcciones donde el material más importante es la madera para la estructura y yesos para los paños. Las fachadas cuentan con voladizos y aleros que hacen que prácticamente se toquen unos frente a otros y muros realizados con aljez rojo. Se trata de construcciones muy arraigadas tanto en Gea como en Albarracín.
La Expulsión de los Moriscos
Incluida dentro del Circuito de Recreaciones Históricas de Aragón, durante el último fin de semana de julio o el primero de agosto, recordamos un hecho crucial en la historia de Gea; la expulsión de la mayoría de la población, en agosto de 1610. Hombres, mujeres y niños tuvieron que abandonar sus bienes, dejar su tierra, camino del exilio. Sabemos que las personas que partieron lo hicieron con destino al norte de África y jamás volvieron. Estos actos quieren ser un recuerdo, un homenaje y un desagravio a quienes por razones políticas y religiosas se vieron obligados a dejar las tierras de sus antepasados, personas que recorrieron las mismas calles que ahora pisamos, gozaron de los paisajes que ahora contemplamos, disfrutaron del agua y del fruto de sus campos. Y recordar también que nosotros estamos aquí y ellos no porque nuestros antepasados ocuparon el lugar del que ellos fueron despojados. 
La Asociación Cultural El Solanar, es la encargada de la organización de la Recreación, en la que Gea vuelve a 1.610. Recreaciones teatrales en escenarios reales, animación de calle, mercado medieval, talleres, actuaciones musicales y sobre todo, Reconocimiento.
EL EXPLENDOR DEL SIGLO XVII Y XVIII

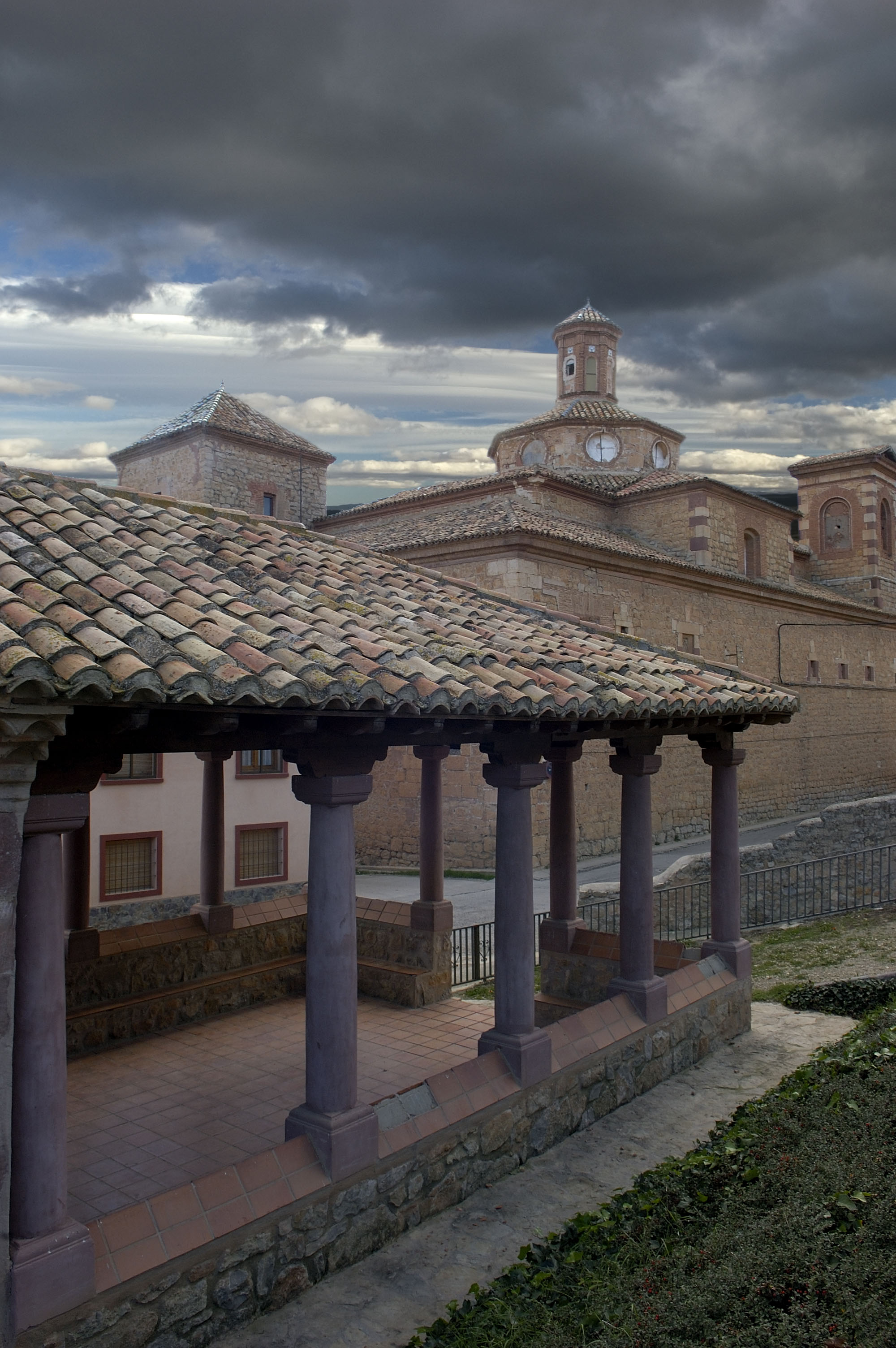
Convento del Carmen y ermita de San Roque (Gea de Albarracín)

CONVENTO DE LAS HERMANAS CLARISAS CAPUCHINAS DE CLAUSURA
Este monasterio es más moderno (de segunda mitad del siglo XVIII) es franciscano, muy acorde con el espíritu de pobreza y sencillez de San Francisco. Su iglesia es la más delicada expresión que tenemos en la sierra de Albarracín del estilo rococó. Tiene planta de cruz latina y corte bizantino con bóveda de medio cañón con lunetos y cúpula de bandas sobre pechinas coronando el crucero.
En el retablo mayor está la imagen de Nuestra Señora de los Dolores. Destacan los dos retablos del crucero, uno dedicado al Santo Cristo de la Paz y el segundo cuenta con una hermosa talla de la Inmaculada Concepción.
CONVENTO DE LOS CARMELITAS DESCALZOS Y SU IGLESIA
Las dependencias conventuales e iglesia del Carmen son obra del tercer cuarto del siglo XVII (si bien la iglesia se terminó en el siglo XVIII). El claustro y su alero (de madera con cabezas de animales y hombres) son pieza capital dentro de la Sierra y fue afectado por la desamortización de Mendizábal. La iglesia muestra barroquismo por todos los rincones: pinturas, retablos, púlpito y órgano. Consta de tres naves.
IGLESIA PARROQUIAL DE SAN BERNARDO
Construida en honor al patrón de la localidad, cuenta con un patrimonio artístico importante. El Retablo Mayor, trasladado en 1888 desde la iglesia del convento de El Carmen, es de estilo barroco, al igual que alguna de las capillas. Destacan el Cristo de Los Remedios, talla del siglo XVII, así como los lienzos restaurados “El Éxtasis de Santa Teresa”, y Santa María Magdalena de Pazzi, ambas del pintor aragonés Vicente Berdusán y el de la “Sagrada Familia”, atribuida a Jusepe Martínez (es copia de una obra de Rubens). Otras obras para destacar son la Virgen de la Esperanza que fue expuesta en el pabellón del Vaticano en la Expo de Zaragoza de 2008 representando a una bellísima imagen de la virgen embarazada, y el llamado cariñosamente “El Niño de la Bola”.
ARQUITECTURA CIVIL
Será también en este periodo cuando se acometan las grandes edificaciones civiles y palaciegas, coronadas algunas de ellas con magníficos aleros tallados como es el caso de La Casa de Las Leopoldas o la que en su día perteneció a los administradores de la familia Pignatelli. La Casa Grande perteneció a los Condes de Fuentes, y en su fachada nos encontramos el escudo nobiliario de la familia Ilzauspea.
ESPACIO PROTEGIDO DE LOS PINARES DEL RÓDENO
Se trata de un impresionante conjunto formado por un extenso pinar, sobre areniscas rojas del triásico depositadas hace más de 200 millones de años y cuyo colorido adopta matices de color vino, originado por las colonias de líquenes que se asientan sobre las rocas.
Este singular paraje, con sus torreones, pasillos, viseras y abrigos, fue ocupado por el hombre prehistórico, conservándose importantes muestras del arte rupestre levantino y que pueden ser visitadas.
BOULDER:  El Ródeno está considerado como uno de los mejores lugares de Europa para la práctica de este deporte.
El Paisaje protegido dispone de un centro de interpretación donde se puede obtener información de las características básicas del medio natural, los valores culturales y los aprovechamientos tradicionales, a través de una exposición temática y un audiovisual específico.
Además, existe una red de senderos que permiten recorrer los lugares más emblemáticos y espectaculares.
LA SIERRA
Gracias al enclave estratégico de Gea se pueden organizar un sinfín de excursiones. La sierra de Albarracín ofrece un amplio abanico de posibilidades. Para los amantes de la naturaleza pueden practicar senderismo, montañismo, mountain bike, paseos a caballo, visitar cascadas como la de Calomarde y la del Molino de San Pedro o nacimientos de ríos como el del Tajo.
Pero la Sierra cuenta, además, con un patrimonio artístico y monumental como los hay pocos. Prueba de ello es la ciudad de Albarracín en la que se ha llevado a cabo una cuidadosa recuperación y restauración del centro histórico. Y desde aquí, adentrándonos en el corazón de la Sierra se van alternando los escenarios naturales con aquellos pueblos que aún conservan su estructura de hace cientos de años, con un elemento común a todos ellos el color rojizo de la piedra del Rodeno. 
Y Teruel, la ciudad de los amantes está a tan solo 22 km de Gea. La ciudad respira arte mudéjar por sus cuatro costados, La catedral, la torre del Salvador, la de San Martín o San Pedro son claros exponentes del legado del arte morisco en la capital turolense. Para los más pequeños Dinópolis ofrece la cara más divertida de la Paleontogía turolense.
EL GUADALAVIAR

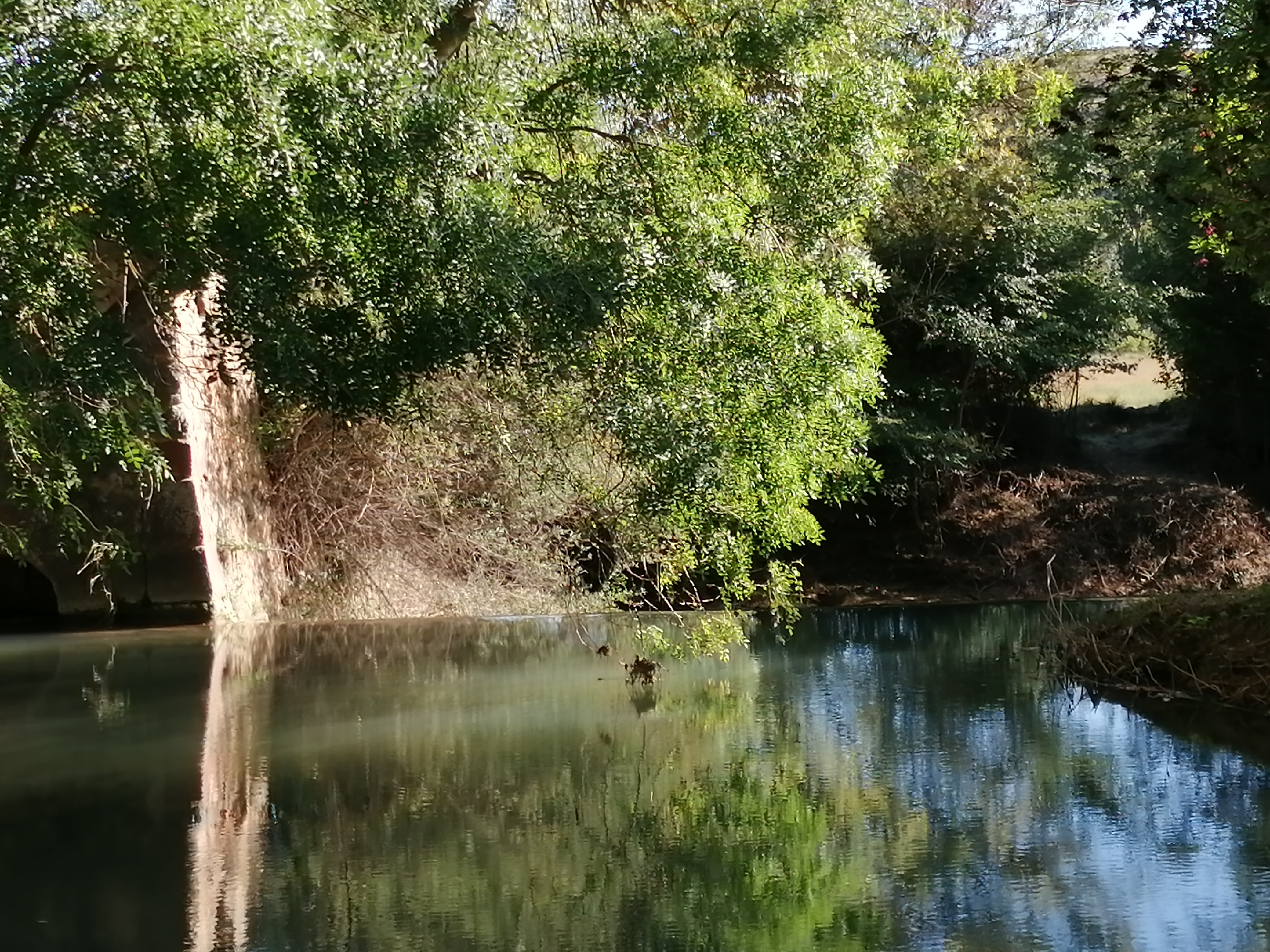
Río Gualaviar (Gea de Albarracín)

Centro neurálgico de la Sierra, a su paso por Gea, se convierte en uno de los atractivos naturales más importantes de los que disfrutar. Cruza el término municipal bajando de Albarracín dirección al pantano de San  Blas.
ÁREAS RECREATIVAS
Las áreas recreativas del “Rastro” y del “Azud” se comunican por un paseo fluvial paralelo al río con zonas de baño y pesca sin muerte. Están dotadas de asadores, bancos y mesas
LA CASILLA: A 4 km de Gea se encuentra el área recreativa de La Casilla, antiguas viviendas de resineros que se han recuperado como merenderos, en pleno Espacio Protegido de Los Pinares del Ródeno

## Demografía
En 2019 registró su censo más bajo con 360 habitantes (INE 2019). Actualmente cuenta con una población de 467 habitantes (INE 2024).
| Gráfica de evolución demográfica de Gea de Albarracín entre 1842 y 2021                                                                                                  |
| |
| Población de derecho según los censos de población del INE Población de hecho según los censos de población del INEEn estos censos se denominaba Gea: 1842, 1857 y 1860. |

## Administración y política
| Período                          | Período   | Alcalde                          | Partido político | Partido político  |
| -------------------------------- | --------- | -------------------------------- | ---------------- | ----------------- |
| Restauración Borbónica           | 1876      | Bernardo Civera                  |                  |                   |
| Restauración Borbónica           | 1897      | Francisco Guillén                |                  |                   |
| Restauración Borbónica           | 1913      | Manuel Molina Peyrolón           |                  |                   |
| Dictadura de Primo de Rivera     | ca. 1923  | Simón Artigot Alamán             |                  | Unión Patriótica  |
| Dictadura de Primo de Rivera     | 1926      | Lucas Domingo                    |                  | Unión Patriótica  |
| Segunda República y Guerra Civil | 1931      | Manuel Lorente                   |                  | PRR               |
| Segunda República y Guerra Civil | 1937-1939 | Florencio Lorente Sánchez        |                  | FET y de las JONS |
| Dictadura Franquista             | 1939-1940 | Florencio Lorente Sánchez        |                  | FET y de las JONS |
| Dictadura Franquista             | 1940      | Teodoro Narro López (accidental) |                  | FET y de las JONS |
| Dictadura Franquista             | 1940-1943 | José Artigot Doñate              |                  | FET y de las JONS |
| Dictadura Franquista             | 1954-1962 | Samuel Sánchez Maícas            |                  | FET y de las JONS |
| Dictadura Franquista             | 1963-1973 | Gregorio Doñate Navarro          |                  | FET y de las JONS |
| Dictadura Franquista             | 1973-1976 | José Alamán Rodríguez            |                  | FET y de las JONS |

| Período         | Alcalde                   | Partido político | Partido político |
| --------------- | ------------------------- | ---------------- | ---------------- |
| 1979-1983       | León Sáez Pascual         |                  | UCD              |
| 1983-1987       | Leoncio Pérez Ramos       |                  | AP               |
| 1987-1991       | Leoncio Pérez Ramos       |                  | AP               |
| 1991-1995       | Francisco Meléndez Malo   |                  | PAR              |
| 1995-1999       | Francisco Meléndez Malo   |                  | PAR              |
| 1999-2003       | Francisco Meléndez Malo   |                  | PAR              |
| 2003-2007       | Francisco Meléndez Malo   |                  | PAR              |
| 2007-2011       | Antonio Navarro Marimón   |                  | PSOE             |
| 2011-2015       | Manuel Alamán Ortiz       |                  | PAR              |
| 2015-2019       | Manuel Alamán Ortiz       |                  | PAR              |
| 2019-2023       | Santiago Rodríguez Gracia |                  | PSOE             |
| 2023-Actualidad | Santiago Rodríguez Gracia |                  | PSOE             |

| Partido político    | Partido político                                   | 2003   | 2007   | 2011   | 2015   | 2019   | 2023   |
| Partido político    | Partido político                                   | Ediles | Ediles | Ediles | Ediles | Ediles | Ediles |
|                     | Partido Aragonés (PAR)                             | 4      | 3      | 3      | 4      | —      | —      |
|                     | Partido de los Socialistas de Aragón (PSOE-Aragón) | 1      | 3      | 3      | 2      | 4      | 5      |
|                     | Partido Popular de Aragón (PP)                     | 2      | 1      | 1      | 1      | 3      | 2      |
| Total de concejales | Total de concejales                                | 7      | 7      | 7      | 7      | 7      | 7      |